# Navahermosa (kommun)
Navahermosa är en kommun i Spanien.   Den ligger i provinsen Toledo och regionen Kastilien-La Mancha, i den centrala delen av landet, 110 km sydväst om huvudstaden Madrid. Antalet invånare är 4 143. Arean är 130 kvadratkilometer.
Terrängen i Navahermosa är platt åt nordost, men åt sydväst är den kuperad.